# Erich Hess
Erich Hess (Dürrenroth, 25 marzo 1981) è un imprenditore e politico svizzero dell'Unione Democratica di Centro (UDC). Dal 2015 è membro del Consiglio nazionale per il Canton Berna.

## Biografia
Partecipò alla politica comunale e cantonale di Berna come membro del consiglio comunale della città dal 2005 al 2010 e dal 2013 al 2024, e come membro del Gran Consiglio del Canton Berna dal 2010 al 2016 e dal 2018 al 2020.
Presentatosi alle elezioni federali del 2015, venne eletto Consigliere nazionale per il Canton Berna con 91 106 voti, nono tra i candidati eletti più votati del cantone. Alle elezioni federali del 2019 venne confermato con 99 481 preferenze, il sesto candidato eletto più votato. Anche alle elezioni federali del 2023 venne confermato risultando il quarto eletto più votato con 108 776 preferenze.